# Symballophthalmus viennai
Symballophthalmus viennai är en tvåvingeart som beskrevs av Raffone 1986. Symballophthalmus viennai ingår i släktet Symballophthalmus och familjen puckeldansflugor.
Artens utbredningsområde är Italien. Inga underarter finns listade i Catalogue of Life.